# 下谷広小路

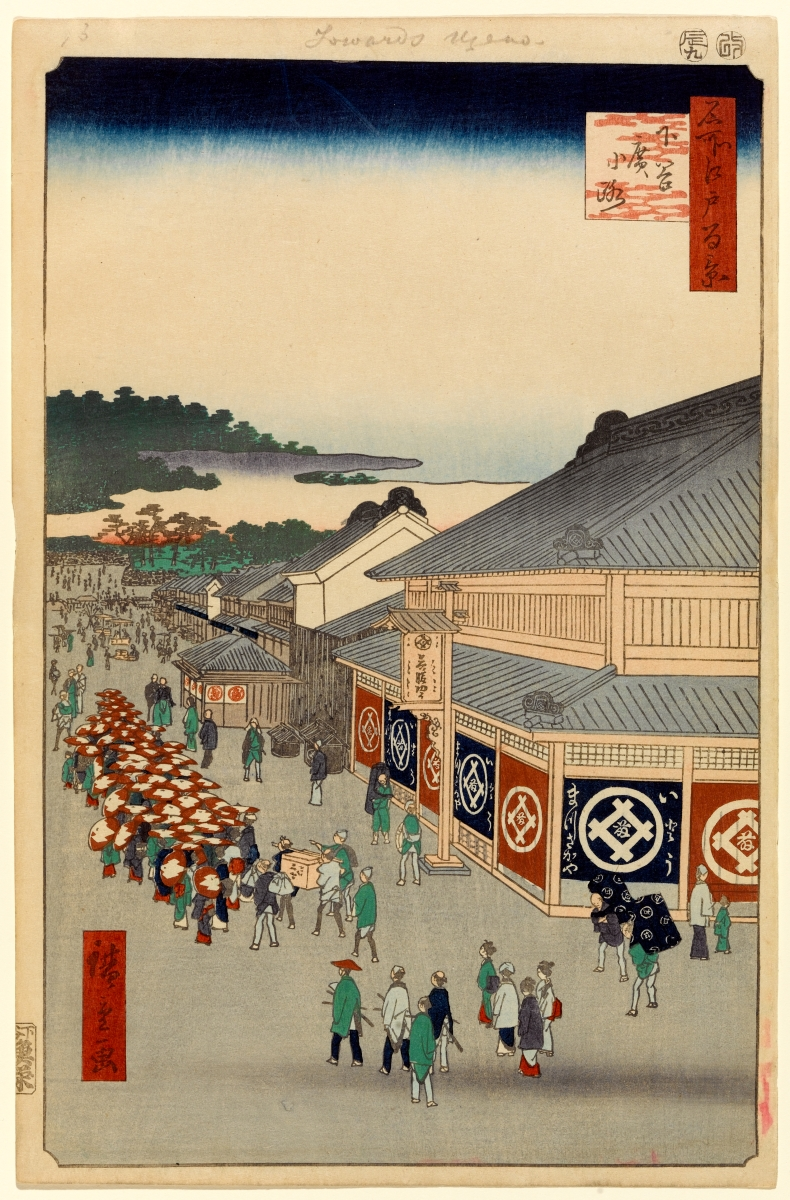
下谷広小路（手前の商家「いとう松坂屋」は、現在の松坂屋上野店）。

下谷広小路（したやひろこうじ）は、江戸時代、当時の寛永寺の門前に設けられた広小路。現在の台東区上野、おおむね上野広小路交差点の南側から上野公園前交差点（上野恩賜公園南端、西郷隆盛像付近）の中央通りに相当する。
両国広小路（両国橋西詰・現在の中央区東日本橋周辺）、浅草広小路（現在の雷門通り）とともに江戸三大広小路のひとつに挙げられる。

## 関連創作物
絵画
- 名所江戸百景 下谷広小路：歌川広重の浮世絵。